# Tris Tras Tres

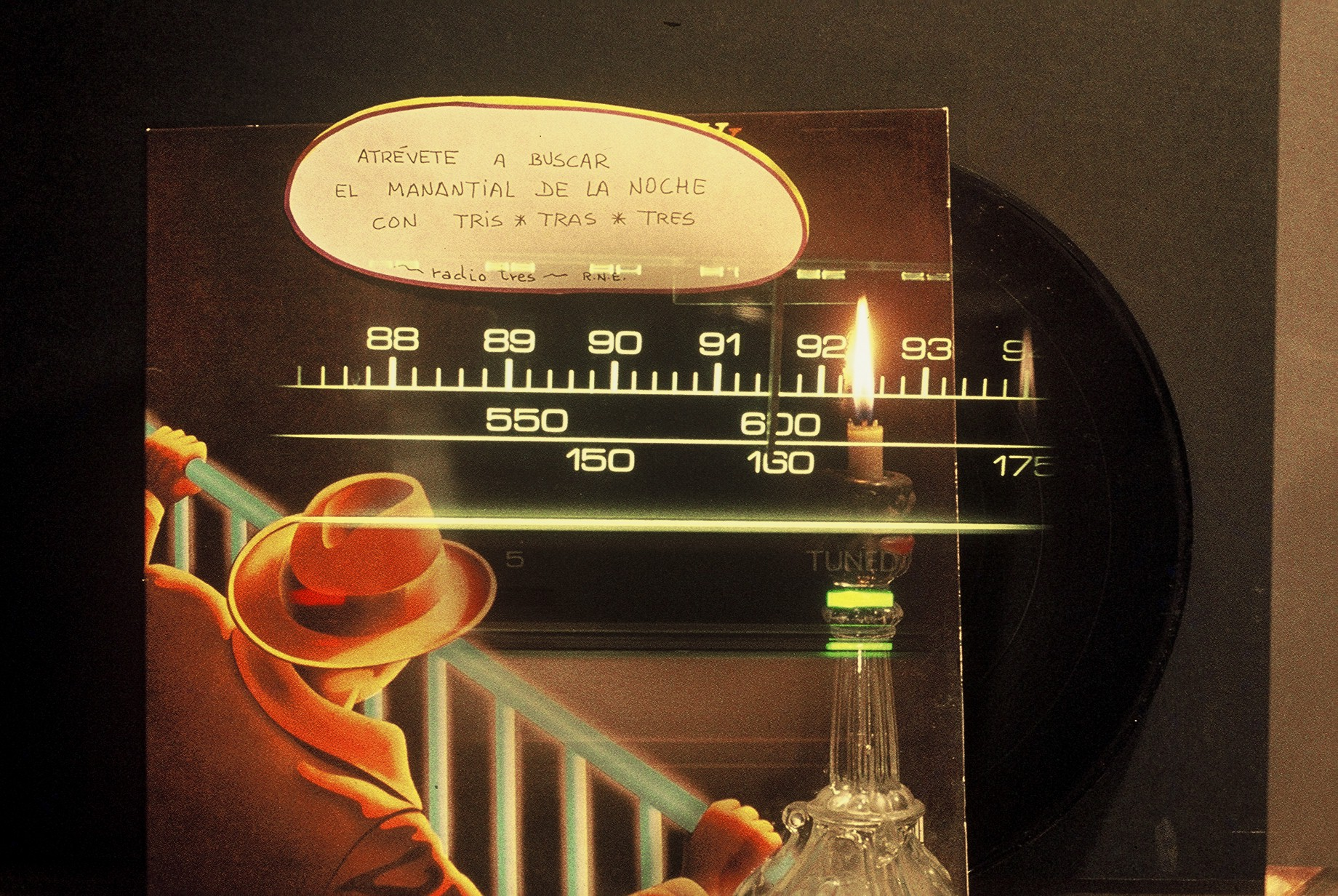
Logo fotográfico construido por Nano Sáenz de Heredia, miembro del cuadro de actores de Tris Tras Tres.

Tris Tras Tres fue un espacio radiofónico nocturno emitido por Radio 3 de Radio Nacional de España entre los años 1981 y 1987. Dirigido y presentado por Carlos Faraco, tuvo como guionista principal a Fernando Luna, desarrollando el "radio-cómic" titulado El manantial de la noche, con sus cuatro legendarios antihéroes Lola Calderón, Guillermo de la Estrella, Artemio Espada Clark y Manuel Montano.

## Historia
Tris Tras Tres nació de una proposición de espacio cultural imaginativo para el fin de semana en la Radio Tres que relanzó Fernando G. Delgado al comienzo de la década de 1980 en España. Con este formato reducido se emitió durante medio año en la franja horaria de la medianoche del domingo al lunes. Los espacios de ese periodo inicial se componían de una primera parte de sesenta minutos con un perfil entre el surrealismo y lo cultural, y una coda musical de radio intimista; ambas aparecían presentadas por un joven Carlos Faraco, cuya única experiencia radiofónica había sido su tarea de informador cultural imaginativo en la emisora pantalla para el mundo Radio Exterior de España, en su origen "Emisiones para el Exterior de Radio Nacional de España".
A partir de 1981, Tris Tras Tres cambió de formato y pasó a ser un espacio diario de noventa minutos, cerrando la emisión de Radio 3 —que en esa época acababa a las 3 de la madrugada— de martes a sábado. Ese horario nocturno se mantuvo con muy ligeras variaciones a lo largo de los seis años que continuó emitiéndose. Esta permanencia en la programación superó diversos cambios políticos, durante los que, además de Fernando G. Delgado, ocuparon la dirección de Radio 3, sucesivamente, Eduardo García Matilla, Pablo García —durante el periodo más largo— y Fernando Argenta.

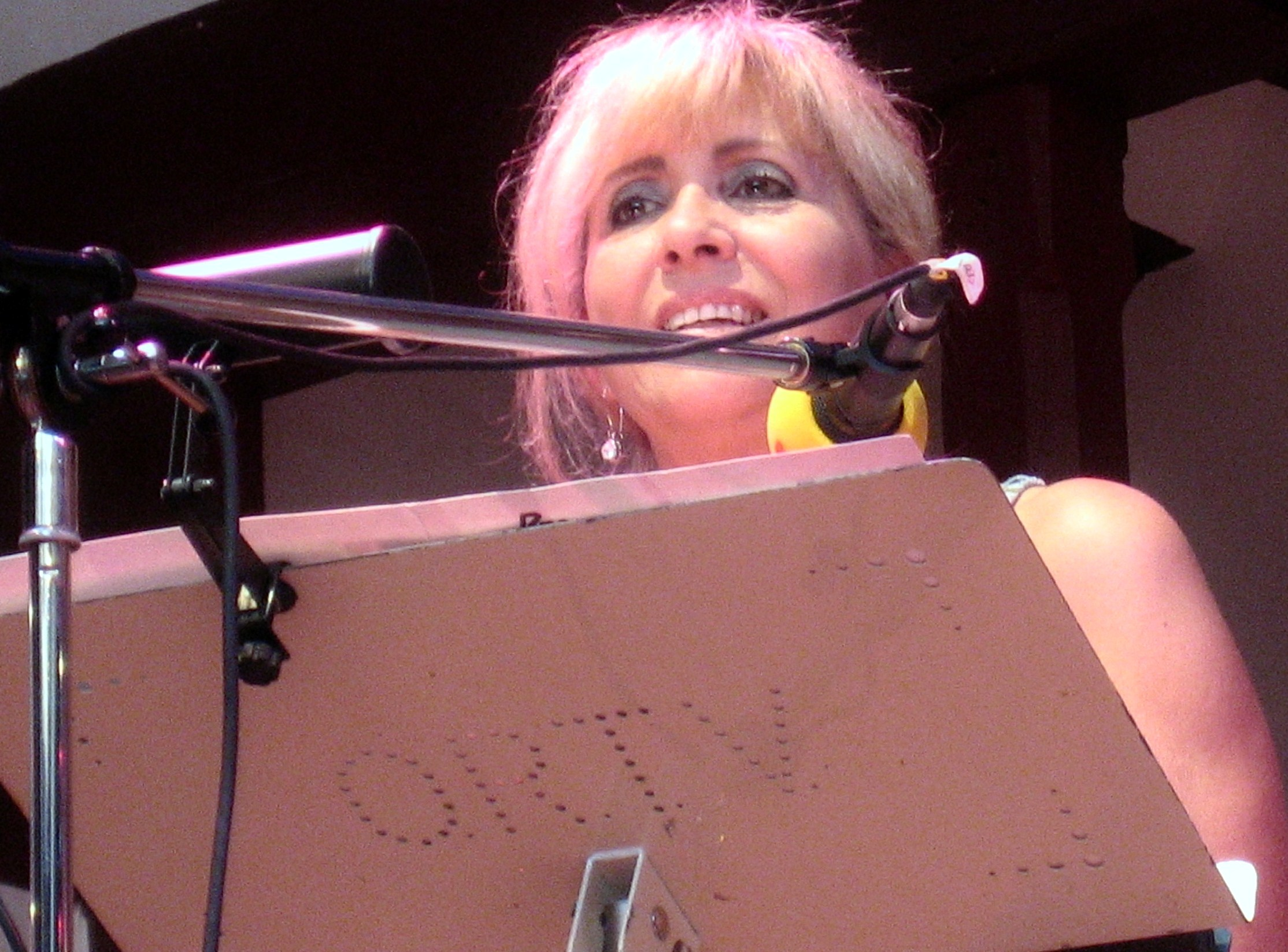
Lourdes Guerras, “la chica de Tris Tras Tres”, durante una representación en el corral de comedias de Almagro, en 2007.

En enero de 1988, Faraco, Luna, Alberto y Tonino (equipo básico del programa) se trasladaron a Radio Cadena Española con la vana esperanza de abrir nuevos caminos en la fantasía del medio radiofónico.

### Elenco y producción
Coordinados por Faraco y Luna, colaboraron en el equipo de producción de Tris Tras Tres: José Luis Troyano, Nano Sáenz de Heredia, Alberto Sánchez Montes, Tonino y Ricardo Hernández Calvo. En el equipo de realización —y a lo largo de la historia del programa— estuvieron como técnicos principales: Ricardo Hernández Calvo, Concha Muñoz, Bartolomé M. Otálora, Luis Guijarro, Mercedes de Prado, Encarnita Sánchez y Javier Bernal.

### Cuadro de actores
El cuadro de actores de Tris Tras Tres estuvo formado durante siete años por voces de voluntarios, en su mayoría trabajadores de muy diversos departamentos de RNE y Radio Exterior de España. Entre los locutores y actores de plantilla colaboraron: Lourdes Guerras, Rafael Taibo, Blanca Gala, Eduardo McGregor, Camila Hessel, Terry Bourgoin, Genevieve Honhon, Josefina, Pepa Moreno y Luis Alonso. La realización y el espíritu del programa, de tono espontáneo e innovador, supuso el descubrimiento de un cuadro de actores «amateurs», entre los que se pueden recordar las voces de Alberto Sánchez Montes (en el personaje del "Pesca", partenaire de Manuel Montano); Ricardo Hernández Calvo (profesor Brakalovsky y otros roles), o Paco Cortés y Pedro Matamorón (del equipo de Tiempo de Universidad), entre otros muchos.

### Contenidos

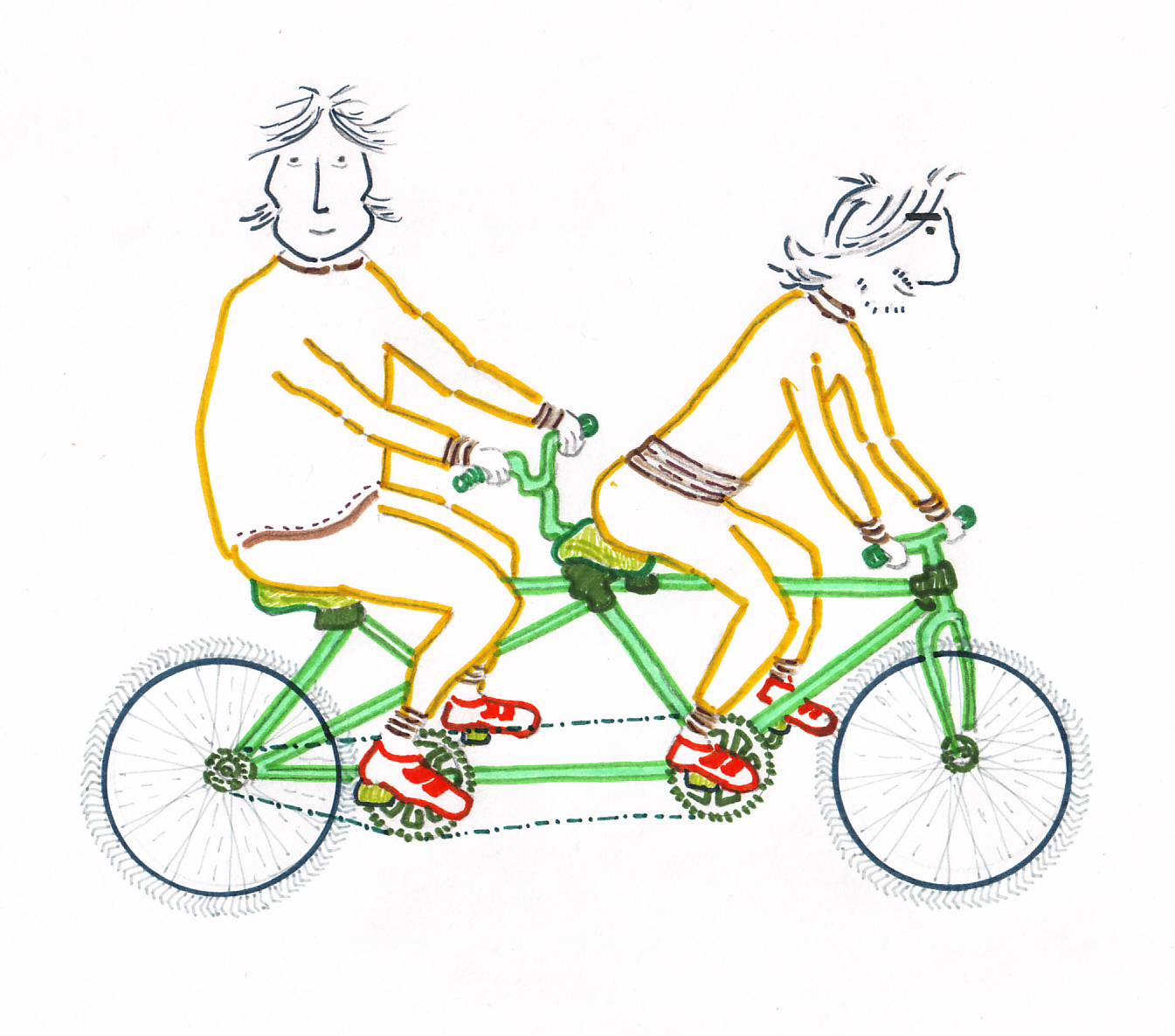
Luna y Faraco en tándem (ca. 1985)